# 谢企华
谢企华（1943年6月—），籍贯浙江鄞县，出生于上海市，中国著名女企业家，清华大学工程及民用建筑专业毕业。曾长期担任中国特大型钢铁企业——宝钢集团有限公司董事长、兼总经理。曾任渣打银行(中国)有限公司独立董事，中国国新控股董事。
她还是中共第十五届、十六届候补中央委员；前国际钢铁协会常务理事，中国钢铁工业协会前会长；在中国享有钢铁界“铁娘子”的称号。

## 生平
谢企华1968年自清华大学毕业后，被分配到陕西钢厂工作，曾担任该厂工程设计组副组长。1978年10月，调上海宝山钢铁总厂建设工程指挥部工作，参与宝钢的创建，也开启了她在这家国有企业长达二十六年的工作经历。
在宝钢，谢企华历任建设工程指挥部基建处技术组组长、副科长，副处长、处长，工程指挥部指挥助理，副指挥等职。1993年1月，谢企华担任宝钢集团计划发展部部长；1994年7月，出任宝山钢铁集团公司副董事长、兼总经理，中共宝山钢铁集团公司党委常委。1998年11月，以宝山钢铁总厂为主体的上海宝钢集团公司正式成立，谢企华担任集团公司总经理、副董事长。自2003年起，谢企华出任宝钢集团公司董事长、兼总经理、宝钢股份董事长，成为了宝钢集团的“当家人”。而她个人，也在2002年召开的中国共产党第十六次全国代表大会上，连任中央候补委员。 在其任内，谢企华领导宝钢集团成功重组上海冶金控股(集团)公司、上海梅山(集团)有限公司，并推动宝钢股份顺利上市，冲入“世界500强”。在《财富》杂志公布的“2004年全球商界女性50强”中，谢企华排名第二
2005年初，谢企华辞去宝钢集团有限公司总经理的职务；2006年5月，辞去宝钢股份的董事长职务；2007年1月，64岁的谢企华辞去了在宝钢集团有限公司的最后一个职位，正式退休。2007年3月30日，渣打银行(中国)有限公司对外宣布，聘任谢企华为该公司的非执行独立董事。

### 国新控股
2010年12月，首期注册资本金45亿元的中国国有资本运营平台——中国国新控股有限责任公司成立，67岁的谢企华重新出山，担任公司董事长；2014年7月，卸任。
和另一位在中国享有“铁娘子”美誉的前国务院副总理吴仪一样，谢企华一直单身。

## 企华“语录”
『
- 创新是企业管理的灵魂。宝钢的管理实践前后经历了以生产为中心、以财务管理为中心、以用户为中心和以提升竞争力为中心的发展阶段。
- 企业之间的竞争归根到底是能力的竞争。培养和提升核心竞争能力是我们一切工作的出发点和归宿。
- 企业间的竞争就是战略管理的竞争。战略管理核心是企业自身条件与环境相适应，求得企业长远的生存发展。』[8]

## 荣誉
- 2002年，“中国经济年度人物”（CCTV）
- 2003年，中国经济女性年度人物
- 2004年，世界100名最具影响力女性（美国《福布斯》杂志）
- 2004年，亚洲25位最具影响力商界领袖，全球50位商界女豪杰之第2位（美国《财富》杂志）
- 2005年，首届“袁宝华企业管理金奖”
- 2005年，世界100名最具影响力女性之第14位（美国《福布斯》杂志）
- 2005年，全球50位商界女豪杰之第2位（美国《财富》杂志）
- 2005年，第15届“威利科夫-肯伊弗森钢铁业远见奖”获得者[9]